# دو (رود)
 دو رودی است به سون (رود) می‌ریزد. این رود از کشور سوئیس می‌گذرد. طول آن ۴۵۳ کیلومتر (۲۸۱ مایل) است.